# Elena Koshka
Elena Koshka (Kazán, Rusia; 18 de marzo de 1993) es una actriz pornográfica y modelo erótica rusa afincada en los Estados Unidos.

## Biografía
Nació en Kazán, en la capital de la República de Tartaristán, en Rusia, en mayo de 1993, apenas dos años después de la disolución de la Unión Soviética. Siendo joven se trasladó con su familia hasta Portland, en Oregón (Estados Unidos).
Cumplidos los 21 años se trasladó a Los Ángeles, donde trabajó en el mundo del marketing. Sería, como reconoció en una entrevista a la revista AVN, a través del buscador Craigslist donde encontraría un agente de modelos con el que consiguió sus primeras escenas dentro de la industria cinematográfica, en la que debutó en 2016, a los 23 años de edad.
Ha trabajado con productoras como Jules Jordan Video, Vixen, Reality Kings, 21Sextury, Tushy, Digital Playground, Pure Taboo, Wicked, New Sensations, Deeper, Sweetheart Video, Girlfriends Films, Evil Angel, Brazzers o Naughty America, entre otras.
En 2018 fue nominada en los Premios AVN en la categoría de Mejor actriz revelación. Ese mismo año consiguió sendas nominaciones en los Premios XBIZ a la Mejor escena de sexo en realidad virtual por Model Misbehavior y Sorority Hookup.
Ha rodado más de 380 películas como actriz.
Alguno de sus trabajos destacados son An Incestuous Affair, Coming of Age 3, Lesbian Coming Out Stories, My Step Sister Squirts 6, Naughty Cum Lovers, Raw 30, She Likes It Rough 2, Slut Auditions 2 o Super Tight Pussy.

## Premios y nominaciones
| Año  | Ceremonia           | Resultado | Premio                                        | Trabajo                                     |
| ---- | ------------------- | --------- | --------------------------------------------- | ------------------------------------------- |
| 2018 | Premios AVN         | Nominada  | Mejor actriz revelación                       | —                                           |
| 2018 | Premios AVN         | Nominada  | Mejor escena de sexo en realidad virtual      | Sorority Hookup 2                           |
| 2018 | Premios AVN         | Nominada  | Premio fan: Debutante más caliente            | —                                           |
| 2018 | Premios XBIZ        | Nominada  | Mejor escena de sexo en película tabú         | Incestuous Affair                           |
| 2018 | Premios XBIZ        | Nominada  | Mejor escena de sexo en realidad virtual      | Model Misbehavior                           |
| 2018 | Premios XBIZ        | Nominada  | Mejor escena de sexo en realidad virtual      | Sorority Hookup                             |
| 2019 | Premios AVN         | Nominada  | Mejor actriz en mediometraje                  | Allowance                                   |
| 2019 | Premios AVN         | Nominada  | Mejor escena de sexo anal                     | Manuel Creampies Their Asses 5              |
| 2019 | Premios AVN         | Nominada  | Mejor escena de sexo en grupo                 | Anne: A Taboo Parody                        |
| 2019 | Premios AVN         | Nominada  | Mejor escena de trío M-H-M                    | Interracial Cum Swapping                    |
| 2019 | Premios AVN         | Nominada  | Mejor escena de sexo en realidad virtual      | Christmas Bonus                             |
| 2019 | Premios AVN         | Nominada  | Premio fan: Artista femenina favorita         | —                                           |
| 2019 | Premios XBIZ        | Nominada  | Mejor escena de sexo en película de todo sexo | She Likes It Rough 2                        |
| 2019 | Premios XBIZ        | Nominada  | Mejor escena de sexo en película vignette     | Covet                                       |
| 2019 | Premios XBIZ        | Nominada  | Mejor escena de sexo en película vignette     | She Likes It Rough 2                        |
| 2020 | Premios AVN         | Nominada  | Mejor escena de sexo en grupo                 | Blacked Raw 21                              |
| 2020 | Premios XBIZ        | Nominada  | Mejor escena de sexo en película de todo sexo | Perfect 10                                  |
| 2020 | Premios XBIZ Europa | Nominada  | Mejor escena de sexo lésbico                  | Dorcel Airlines: Indecent Flight Attendants |
| 2022 | Premios AVN         | Nominada  | Mejor actriz en mediometraje                  | Something Borrowed                          |
| 2022 | Premios AVN         | Nominada  | Mejor escena de sexo en realidad virtual      | Grand Obsession                             |
| 2022 | Premios XBIZ        | Ganadora  | Mejor escena de sexo en película protagonista | Black Widow XXX: An Axel Braun Parody       |
| 2022 | Premios XBIZ        | Nominada  | Mejor escena de sexo en realidad virtual      | Grand Obsession                             |
| 2023 | Premios XBIZ        | Nominada  | Mejor escena de sexo en película protagonista | One Last Kiss                               |
| 2023 | Premios XBIZ        | Nominada  | Mejor escena de sexo en película vignette     | Goddess and the Seed Episode 2              |